# Lobophora zonata
Lobophora zonata är en fjärilsart som beskrevs av Carl Peter Thunberg 1792. Lobophora zonata ingår i släktet Lobophora och familjen mätare. Inga underarter finns listade i Catalogue of Life.